# Clydonella sindermanni
Clydonella sindermanni – gatunek ameby należący do rodziny  Vannellidae z supergrupy Amoebozoa według klasyfikacji Cavaliera-Smitha.
Forma pełzająca jest kształtu jajowatego z lekko pomarszczonym przodem ciała, tylna część ciała kształtu wachlarzowatego. Hialoplazma zajmuje około połowę lub więcej całkowitej długości pełzaka. Osobnik dorosły osiąga długość 21 – 40 μm, szerokość 18 – 37 μm. Posiada pojedyncze jądro o średnicy około 4,5 μm z centralnie umieszczonym jąderkiem o średnicy 3 – 3,5 μm.
Forma swobodnie pływająca posiada wiele długich, tępo zakończonych pseudopodiów.
Występuje w Atlantyku oraz w Zatoce Meksykańskiej.